# Касымов, Кулжабай Абдыхалыкулы
Кулжабай Абдыхалыкулы Касымов (каз. Қасымов Құлжабай Әбдіқалықұлы; 25 сентября 1935, село Талапты, Коксуский район, Алматинская область — 2014) — ученый, доктор физико-математических наук (1972), профессор (1977), академик НАН РК (2003).

## Биография
Родился в 1935 году в ауле Талапты.
В 1957 окончил КазГУ им. Кирова и аспирантуру МГУ (1963). В 1957—1960 ассистент в КазГУ, в 1963—1968 старший преподаватель, заведующий кафедрой вычислительной математики механико-математического факультета КазГУ.
В 1968—1972 старший научный сотрудник, заведующий лабораторией Института математики и механики АН КазССР, в 1972—1980 заведующий кафедрой, декан КазГУ.
В 1980-1987 гг. - ректор КазНПУ им. Абая.
С 1988 по 2005 — заведующим кафедрой дифференциальных уравнений и математической физики КазНУ им Аль-Фараби. С 1991 года по 1994 год был деканом механико-математического факультета.
Умер в 2014 году.

## Труды
Основные научные труды посвящены теорий обычных дифферент, интегрально-дифференционных и гиперболических уравнений, а также вопросам численных методов линейной алгебры, математического анализа:
- Дифференциальные уравнения с малым параметром, А., 1985;
- Сингулярно-возмущенные краевые задачи с начальными скачками, А,,
- 1997; Асимптоматические решения неразделенных краевых задач для сингулярно-возмущенной системы обыкновенных дифференционных уравнений, А., 2001.

## Награды
- 2003 — Медаль «Ыбырай Алтынсарин» за особые заслуги в области просвещения и педагогической науки
- 2004 — Орден «Курмет»
- 2004 — Почетный гражданин Коксуского района